# 瓜叶掌叶树
瓜叶掌叶树（学名：[Brassaiopsis papayoides] 错误：{{Lang}}：文本有斜体标记（帮助））为五加科掌叶树属下的一个种。